# Pedro Calomino
Pedro Bleo Fournol, noto come Pedro Calomino (Buenos Aires, 13 marzo 1892 – Buenos Aires, 12 gennaio 1950), è stato un calciatore argentino, di ruolo attaccante.
Considerato una delle migliori ali della storia del calcio argentino, è stato il primo idolo della tifoseria del Boca Juniors, con cui vinse quattro campionati. Con la nazionale argentina vinse il Campeonato Sudamericano de Football nel 1921.
A Calomino è attribuita l'invenzione della manovra detta "bicicleta".

## Biografia
Nacque da Julio (Jules) Fournol e Luisa Alejandrina (Louise Alexandrine) Le Frane, entrambi francesi. Venne battezzato il 7 novembre 1892.

## Caratteristiche tecniche
Attaccante maschio e astuto, era impiegato come ala destra.
Aveva spesso la meglio sui difensori praticando un gioco che combinava duri colpi, finte, frenate e scivolate eseguite in rapidità. Confondeva gli avversari con giocate improvvise. Era anche soprannominato "Loco" ("pazzo"), termine usato per definire la capacità con la quale era in grado di esaltare il pubblico con una grande giocata e, allo stesso tempo, umiliare gli avversari.

### Labicicleta
È considerato l'inventore della bicicleta, un colpo paragonabile ad una pedalata che, eseguita in velocità, rubava il tempo ai marcatori, non dando loro la possibilità di intervenire.
La manovra consisteva nel far passare, in rapida successione e talvolta anche ripetutamente, prima l'una e poi l'altra gamba davanti alla palla, senza toccarla, disorientando l'avversario ed impedendogli di capire in quale direzione avrebbe continuato l'azione. Così Calomino si creava spazio per continuare la corsa verso la linea di fondo. Veniva eseguita con agilità e precisione, e il pubblico la richiedeva durante le partite.

## Carriera

### Club

#### Gli inizi al Boca e all'Argentino de Quilmes e i continui trasferimenti
Cresciuto a calle Corrientes, Buenos Aires, decise di mantenere, al posto del suo vero cognome, il soprannome "Calomino" che i familiari gli diedero sin dai tempi in cui giocava a livello amatoriale nel Catedral del Norte. Fu Oreste Abat che lo vide e lo portò ad un provino con il Boca Juniors.
Salendo dalle categorie inferiori, Calomino cominciò a fare parlare di sé quando, il 4 giugno del 1911, esordì nel Boca. Partì da titolare nella terza gara di División Intermedia Boca Juniors-Independiente (terminata 2-1), siglando la prima rete al 20'.
Nel settembre 1912 si trasferì all'Argentino de Quilmes, dove rimase per pochi mesi. Infatti, nell'aprile 1913, rincasò al Boca, per terminare la stagione in corso.
Erano tempi duri per la dirigenza del Boca, che vedeva nel ruolo di presidente Emilio Melinke, affiancato da Ludovico Dollenz come vice. I due non trasmettevano fiducia e il club ne risentì, attraversando un periodo molto precario a livello economico. Questa situazione si tramutò in debiti societari: Calomino decise di ritirarsi dalla squadra e cambiare aria.
Nel 1914, quindi, ritornò nell'Argentino de Quilmes, questa volta per giocare tutto l'anno.

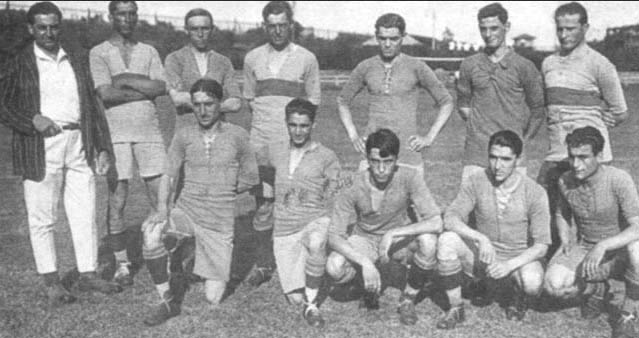
Una formazione del Boca nel 1919. In piedi (da sinistra): Ortega, Busso, Elli, López, Tesoriere, Cortella. Seduti (da sinistra): Calomino, Bosso, Garasini, Martín e Miranda.

Nel frattempo, ci furono dei cambiamenti ai vertici dirigenziali del Boca: Juan R. Brichetto (con già due mandati da presidente alle spalle) fu nominato vice presidente all'unanimità e sostituì Dollenz. Il primo compito, del quale si occuparono i due, fu quello di trovare una soluzione al caso Calomino, cercando di far ritornare la stella al Boca. Incontrarono il giocatore manifestandogli tutte le loro buone intenzioni; si giunse ad un accordo economico e così Calomino rivestì la maglia del Boca, che poi mantenne fino alla fine della carriera.

#### L'affermazione e i successi al Boca
Con il Boca giocò complessivamente 228 partite e realizzò 96 reti, di cui 79 in campionato. Il suo palmarès vanta la vittoria di quattro Cope Campeonato (1919, 1920, 1923 e 1924), due Cope Ibarguren, una Tie Cup, una Copa de Competencia Jockey Club e una Copa de Honor Cousenier.
Era molto apprezzato anche per la sua ferocia in campo. Prima di una partita il difensore basco Mariano Arrate arrivò a dirgli: «O vai indietro o vai avanti, però gioca con lealtà!». Poco dopo, dagli spalti si sentirono diverse urla «Dáguele forte, Calumín», in dialetto genovese, molto parlato tra i sostenitori dell'epoca, in buona parte immigrati italiani.
Il 27 luglio 1924 scese in campo per l'ultima volta della sua carriera nella partita Argentinos Juniors-Boca Juniors (2-0).

### Nazionale
Fece il suo debutto nella Nazionale argentina nel 1912. In totale disputò 38 gare, andando in rete cinque volte.
Prese parte a quattro edizioni del Campeonato Sudamericano de Football (1917, 1919, 1920 e 1921), vincendo in quest'ultima occasione, in cui partecipò anche nella veste di allenatore della squadra.

## Statistiche

### Cronologia presenze e reti nei club[1][12][13]
| Stagione            | Squadra              | Campionato          | Campionato | Campionato | Coppe nazionali | Coppe nazionali | Coppe nazionali | Coppe continentali | Coppe continentali | Coppe continentali | Altre coppe | Altre coppe | Altre coppe | Totale | Totale |
| Stagione            | Squadra              | Comp                | Pres       | Reti       | Comp            | Pres            | Reti            | Comp               | Pres               | Reti               | Comp        | Pres        | Reti        | Pres   | Reti   |
| ------------------- | -------------------- | ------------------- | ---------- | ---------- | --------------- | --------------- | --------------- | ------------------ | ------------------ | ------------------ | ----------- | ----------- | ----------- | ------ | ------ |
| 1911                | Boca Juniors         | DI                  | 2          | 1          | -               | -               | -               | -                  | -                  | -                  | -           | -           | -           | 2      | 1      |
| 1912                | Boca Juniors         | DI                  | 11         | 2          | CB              | 1               | 0               | -                  | -                  | -                  | -           | -           | -           | 12     | 2      |
| 1912                | Argentino de Quilmes | PD                  | ?          | ?          | ?               | ?               | ?               | ?                  | ?                  | ?                  | ?           | ?           | ?           | ?      | ?      |
| 1913                | Argentino de Quilmes | PD                  | ?          | ?          | ?               | ?               | ?               | ?                  | ?                  | ?                  | ?           | ?           | ?           | ?      | ?      |
| 1913                | Boca Juniors         | CC                  | 15         | 7          | COM             | 2               | 1               | CH                 | 3                  | 3                  | -           | -           | -           | 20     | 11     |
| 1914                | Argentino de Quilmes | PD                  | ?          | ?          | ?               | ?               | ?               | ?                  | ?                  | ?                  | ?           | ?           | ?           | ?      | ?      |
| 1915                | Boca Juniors         | CC                  | 16         | 9          | -               | -               | -               | -                  | -                  | -                  | -           | -           | -           | 16     | 9      |
| 1916                | Boca Juniors         | CC                  | 19         | 10         | COM             | 1               | 0               | CH                 | 3                  | 1                  | -           | -           | -           | 23     | 11     |
| 1917                | Boca Juniors         | CC                  | 19         | 9          | COM             | 3               | 1               | CH                 | 2                  | 1                  | -           | -           | -           | 24     | 11     |
| 1918                | Boca Juniors         | CC                  | 17         | 9          | COM             | 3               | 0               | CH                 | 2                  | 0                  | -           | -           | -           | 22     | 9      |
| 1919                | Boca Juniors         | CC                  | 11         | 5          | COM+CI          | 5+1             | 2+0             | -                  | -                  | -                  | -           | -           | -           | 17     | 7      |
| 1920                | Boca Juniors         | CC                  | 20         | 7          | -               | -               | -               | CH+CRA+TC          | 4+1+1              | 5+0+0              | -           | -           | -           | 26     | 12     |
| 1921                | Boca Juniors         | CC                  | 12         | 2          | CI+COM          | 2+2             | 1+1             | CRA                | 1                  | 1                  | -           | -           | -           | 17     | 5      |
| 1922                | Boca Juniors         | CC                  | 14         | 8          | -               | -               | -               | -                  | -                  | -                  | -           | -           | -           | 14     | 8      |
| 1923                | Boca Juniors         | CC                  | 24+4       | 8+0        | -               | -               | -               | CH                 | 1                  | 0                  | -           | -           | -           | 29     | 8      |
| 1924                | Boca Juniors         | CC                  | 6          | 2          | CI              | 1               | 0               | -                  | -                  | -                  | -           | -           | -           | 7      | 2      |
| Totale Boca Juniors | Totale Boca Juniors  | Totale Boca Juniors | 190        | 79         |                 | 21              | 6               |                    | 17                 | 11                 |             |             |             | 228    | 96     |
| Totale carriera     | Totale carriera      | Totale carriera     | 190+       | 79+        |                 | 21+             | 6+              |                    | 17+                | 11+                |             |             |             | 228+   | 96+    |

CB: Copa Bullrich
CC: Copa Campeonato
CI: Copa Ibarguren
CH: Copa de Honor Cousenier
COM: Copa de Competencia Jockey Club
CRA: Copa Ricardo Aldao, conosciuta anche come Campeonato Rioplatense
DI: División Intermedia
TC: Tie Cup

### Cronologia presenze e reti in Nazionale[14]
| Cronologia completa delle presenze e delle reti in nazionale ― Argentina | Cronologia completa delle presenze e delle reti in nazionale ― Argentina | Cronologia completa delle presenze e delle reti in nazionale ― Argentina | Cronologia completa delle presenze e delle reti in nazionale ― Argentina | Cronologia completa delle presenze e delle reti in nazionale ― Argentina | Cronologia completa delle presenze e delle reti in nazionale ― Argentina | Cronologia completa delle presenze e delle reti in nazionale ― Argentina | Cronologia completa delle presenze e delle reti in nazionale ― Argentina |
| Data                                                                     | Città                                                                    | In casa                                                                  | Risultato                                                                | Ospiti                                                                   | Competizione                                                             | Reti                                                                     | Note                                                                     |
| ------------------------------------------------------------------------ | ------------------------------------------------------------------------ | ------------------------------------------------------------------------ | ------------------------------------------------------------------------ | ------------------------------------------------------------------------ | ------------------------------------------------------------------------ | ------------------------------------------------------------------------ | ------------------------------------------------------------------------ |
| 22-9-1912                                                                | Buenos Aires                                                             | Argentina                                                                | 0 – 1                                                                    | Uruguay                                                                  | Copa Premio Honor Argentino                                              | -                                                                        |                                                                          |
| 30-8-1914                                                                | Montevideo                                                               | Uruguay                                                                  | 3 – 2                                                                    | Argentina                                                                | Copa Premio Honor Uruguayo                                               | -                                                                        |                                                                          |
| 15-8-1917                                                                | Avellaneda                                                               | Argentina                                                                | 1 – 0                                                                    | Uruguay                                                                  | Copa Lipton                                                              | -                                                                        |                                                                          |
| 2-9-1917                                                                 | Montevideo                                                               | Uruguay                                                                  | 1 – 0                                                                    | Argentina                                                                | Copa Newton                                                              | -                                                                        |                                                                          |
| 3-10-1917                                                                | Montevideo                                                               | Argentina                                                                | 4 – 2                                                                    | Brasile                                                                  | Campeonato Sudamericano de Football                                      | -                                                                        |                                                                          |
| 14-10-1917                                                               | Montevideo                                                               | Uruguay                                                                  | 1 – 0                                                                    | Argentina                                                                | Campeonato Sudamericano de Football                                      | -                                                                        |                                                                          |
| 22-10-1917                                                               | Avellaneda                                                               | Argentina                                                                | 1 – 1                                                                    | Cile                                                                     | Amichevole                                                               | -                                                                        |                                                                          |
| 18-7-1918                                                                | Montevideo                                                               | Uruguay                                                                  | 1 – 1                                                                    | Argentina                                                                | Copa Premio Honor Uruguayo                                               | -                                                                        |                                                                          |
| 28-7-1918                                                                | Montevideo                                                               | Uruguay                                                                  | 3 – 1                                                                    | Argentina                                                                | Copa Premio Honor Uruguayo                                               | -                                                                        |                                                                          |
| 15-8-1918                                                                | Buenos Aires                                                             | Argentina                                                                | 0 – 0                                                                    | Uruguay                                                                  | Copa Premio Honor Argentino                                              | -                                                                        |                                                                          |
| 25-8-1918                                                                | Buenos Aires                                                             | Argentina                                                                | 2 – 1                                                                    | Uruguay                                                                  | Copa Premio Honor Argentino                                              | -                                                                        |                                                                          |
| 20-9-1918                                                                | Montevideo                                                               | Uruguay                                                                  | 1 – 1                                                                    | Argentina                                                                | Copa Lipton                                                              | -                                                                        |                                                                          |
| 29-9-1918                                                                | Buenos Aires                                                             | Argentina                                                                | 2 – 0                                                                    | Uruguay                                                                  | Copa Newton                                                              | -                                                                        |                                                                          |
| 13-5-1919                                                                | Rio de Janeiro                                                           | Argentina                                                                | 2 – 3                                                                    | Uruguay                                                                  | Campeonato Sudamericano de Football                                      | -                                                                        |                                                                          |
| 18-5-1919                                                                | Rio de Janeiro                                                           | Brasile                                                                  | 3 – 1                                                                    | Argentina                                                                | Campeonato Sudamericano de Football                                      | -                                                                        |                                                                          |
| 22-5-1919                                                                | Rio de Janeiro                                                           | Argentina                                                                | 4 – 1                                                                    | Cile                                                                     | Campeonato Sudamericano de Football                                      | -                                                                        |                                                                          |
| 1-6-1919                                                                 | Rio de Janeiro                                                           | Brasile                                                                  | 3 – 3                                                                    | Argentina                                                                | Copa Roberto Cherry                                                      | -                                                                        |                                                                          |
| 24-8-1919                                                                | Montevideo                                                               | Uruguay                                                                  | 2 – 1                                                                    | Argentina                                                                | Copa Newton                                                              | -                                                                        |                                                                          |
| 7-9-1919                                                                 | Buenos Aires                                                             | Argentina                                                                | 1 – 2                                                                    | Uruguay                                                                  | Copa Lipton                                                              | -                                                                        |                                                                          |
| 19-10-1919                                                               | Buenos Aires                                                             | Argentina                                                                | 6 – 1                                                                    | Uruguay                                                                  | Copa Premio Honor Argentino                                              | -                                                                        |                                                                          |
| 7-12-1919                                                                | Montevideo                                                               | Uruguay                                                                  | 4 – 2                                                                    | Argentina                                                                | Trofeo Circular                                                          | -                                                                        |                                                                          |
| 18-7-1920                                                                | Montevideo                                                               | Uruguay                                                                  | 2 – 0                                                                    | Argentina                                                                | Copa Premio Honor Uruguayo                                               | -                                                                        |                                                                          |
| 25-7-1920                                                                | Buenos Aires                                                             | Argentina                                                                | 1 – 3                                                                    | Uruguay                                                                  | Copa Newton                                                              | -                                                                        |                                                                          |
| 8-8-1920                                                                 | Buenos Aires                                                             | Argentina                                                                | 1 – 0                                                                    | Uruguay                                                                  | Copa Premio Honor Argentino                                              | -                                                                        |                                                                          |
| 12-9-1920                                                                | Viña del Mar                                                             | Argentina                                                                | 1 – 1                                                                    | Uruguay                                                                  | Campeonato Sudamericano de Football                                      | -                                                                        |                                                                          |
| 20-9-1920                                                                | Viña del Mar                                                             | Cile                                                                     | 1 – 1                                                                    | Argentina                                                                | Campeonato Sudamericano de Football                                      | -                                                                        |                                                                          |
| 25-9-1920                                                                | Viña del Mar                                                             | Argentina                                                                | 2 – 0                                                                    | Brasile                                                                  | Campeonato Sudamericano de Football                                      | -                                                                        |                                                                          |
| 7-4-1921                                                                 | Asunción                                                                 | Paraguay                                                                 | 3 – 1                                                                    | Argentina                                                                | Amichevole                                                               | -                                                                        |                                                                          |
| 14-4-1921                                                                | Asunción                                                                 | Paraguay                                                                 | 2 – 2                                                                    | Argentina                                                                | Amichevole                                                               | -                                                                        |                                                                          |
| 2-10-1921                                                                | Buenos Aires                                                             | Argentina                                                                | 1 – 0                                                                    | Brasile                                                                  | Campeonato Sudamericano de Football                                      | -                                                                        |                                                                          |
| 16-10-1921                                                               | Buenos Aires                                                             | Argentina                                                                | 3 – 0                                                                    | Paraguay                                                                 | Campeonato Sudamericano de Football                                      | -                                                                        |                                                                          |
| 30-10-1921                                                               | Buenos Aires                                                             | Argentina                                                                | 1 – 0                                                                    | Uruguay                                                                  | Campeonato Sudamericano de Football                                      | -                                                                        |                                                                          |
| 22-10-1922                                                               | Buenos Aires                                                             | Argentina                                                                | 1 – 0                                                                    | Cile                                                                     | Amichevole                                                               | -                                                                        |                                                                          |
| 12-11-1922                                                               | Montevideo                                                               | Uruguay                                                                  | 1 – 0                                                                    | Argentina                                                                | Copa Lipton                                                              | -                                                                        |                                                                          |
| 17-12-1922                                                               | Buenos Aires                                                             | Argentina                                                                | 2 – 2                                                                    | Uruguay                                                                  | Copa Newton                                                              | -                                                                        |                                                                          |
| 24-6-1923                                                                | Buenos Aires                                                             | Argentina                                                                | 0 – 0                                                                    | Uruguay                                                                  | Copa Lipton                                                              | -                                                                        |                                                                          |
| 2-12-1923                                                                | Buenos Aires                                                             | Argentina                                                                | 0 – 2                                                                    | Brasile                                                                  | Copa Confraternidad                                                      | -                                                                        |                                                                          |
| 25-5-1924                                                                | Buenos Aires                                                             | Argentina                                                                | 4 – 0                                                                    | Uruguay                                                                  | Copa Newton                                                              | -                                                                        |                                                                          |
| Totale                                                                   |                                                                          | Presenze                                                                 | 38                                                                       |                                                                          | Reti                                                                     | 5                                                                        |                                                                          |

| Cronologia completa delle presenze e delle reti in nazionale (partite non ufficiali) ― Argentina | Cronologia completa delle presenze e delle reti in nazionale (partite non ufficiali) ― Argentina | Cronologia completa delle presenze e delle reti in nazionale (partite non ufficiali) ― Argentina | Cronologia completa delle presenze e delle reti in nazionale (partite non ufficiali) ― Argentina | Cronologia completa delle presenze e delle reti in nazionale (partite non ufficiali) ― Argentina | Cronologia completa delle presenze e delle reti in nazionale (partite non ufficiali) ― Argentina | Cronologia completa delle presenze e delle reti in nazionale (partite non ufficiali) ― Argentina | Cronologia completa delle presenze e delle reti in nazionale (partite non ufficiali) ― Argentina |
| Data                                                                                             | Città                                                                                            | In casa                                                                                          | Risultato                                                                                        | Ospiti                                                                                           | Competizione                                                                                     | Reti                                                                                             | Note                                                                                             |
| ------------------------------------------------------------------------------------------------ | ------------------------------------------------------------------------------------------------ | ------------------------------------------------------------------------------------------------ | ------------------------------------------------------------------------------------------------ | ------------------------------------------------------------------------------------------------ | ------------------------------------------------------------------------------------------------ | ------------------------------------------------------------------------------------------------ | ------------------------------------------------------------------------------------------------ |
| 15-9-1912                                                                                        | Rio de Janeiro                                                                                   | Brasile Rio XI                                                                                   | 0 – 5                                                                                            | Argentina                                                                                        |                                                                                                  |                                                                                                  |                                                                                                  |
| 25-9-1921                                                                                        | Viña del Mar                                                                                     | Cile                                                                                             | 1 – 4                                                                                            | Argentina                                                                                        |                                                                                                  |                                                                                                  |                                                                                                  |
| 2-10-1921                                                                                        | Santiago                                                                                         | Cile                                                                                             | 1 – 1                                                                                            | Argentina                                                                                        |                                                                                                  |                                                                                                  |                                                                                                  |
| Totale                                                                                           |                                                                                                  | Presenze                                                                                         | 3                                                                                                |                                                                                                  | Reti                                                                                             | ?                                                                                                |                                                                                                  |

## Palmarès

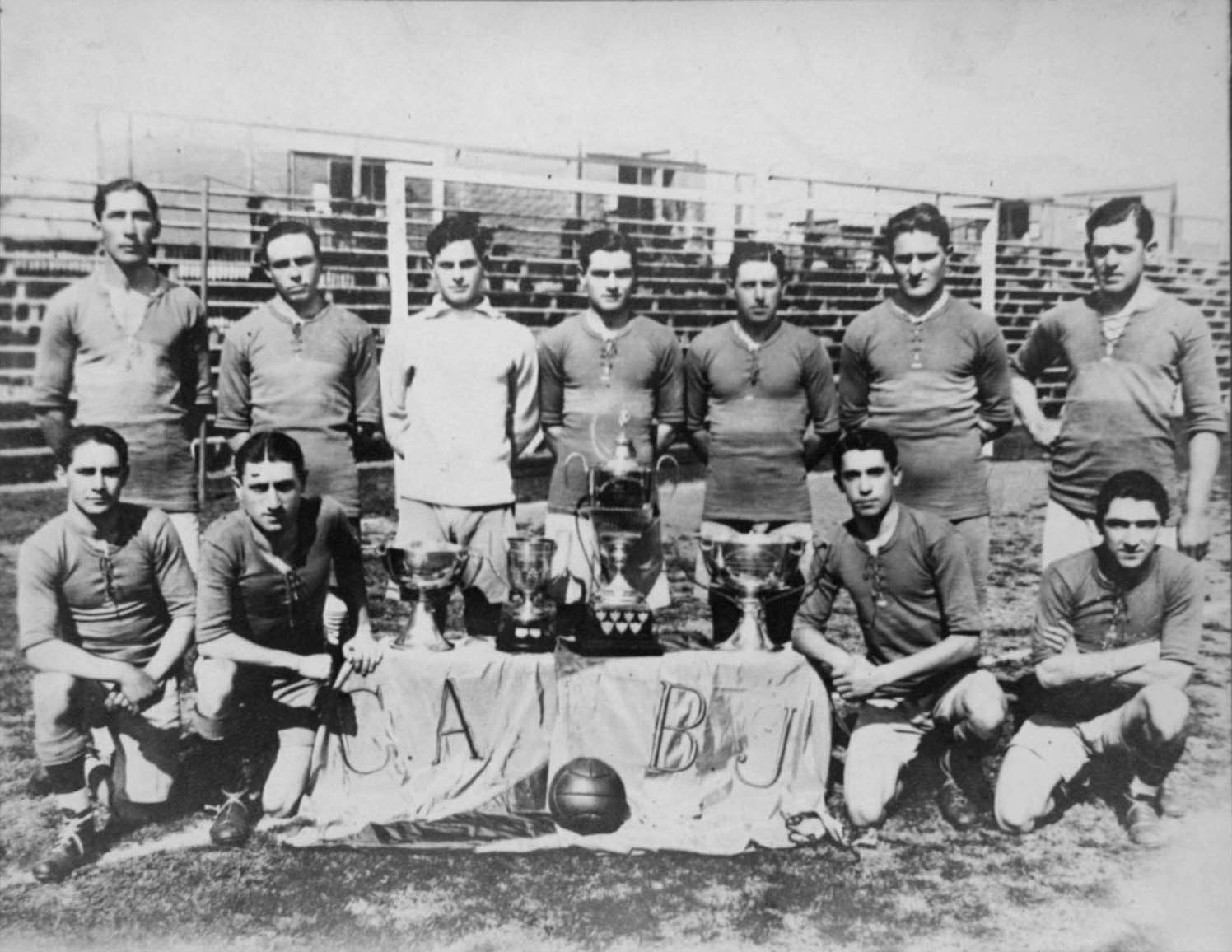
La formazione del Boca nel 1919 con i quattro trofei vinti.

### Club

#### Competizioni nazionali[3]
- Copa Campeonato: 4

Boca Juniors: 1919, 1920, 1923, 1924
- Copa de Competencia Jockey Club: 1

Boca Juniors: 1919
- Copa Ibarguren: 2

Boca Juniors: 1919, 1923

#### Competizioni internazionali[3]
- Tie Cup: 1

Boca Juniors: 1919
- Copa de Honor Cousenier: 1

Boca Juniors: 1920

### Nazionale
- Campeonato Sudamericano de Football: 1

Argentina 1921